# Dominik Mader
Dominik Mader (* 19. April 1989 in Göppingen) ist ein deutscher Fußballspieler. Aktuell spielt er beim 1. FC Heiningen in der Landesliga 2 Württemberg.

## Karriere
Dominik Mader spielte in der Jugend bei verschiedenen Vereinen aus seiner Heimat Baden-Württemberg, namentlich 1. FC Eislingen, VfL Kirchheim/Teck und dem SSV Ulm 1846. Auch seine erste Station bei einer Herrenmannschaft verlebte Mader in seiner Heimat, beim 1. FC Donzdorf. Im Jahr 2008 erfolgte der Wechsel zu TuS Koblenz, wo er am 29. Oktober 2008 bei der 1:0-Niederlage gegen TSV 1860 München sein Zweitligadebüt gab. Er wurde in der 62. Minute für Tayfun Pektürk ausgewechselt. Nach einem weiteren Ligaeinsatz wurde im Juni 2009 sein Vertrag in Koblenz in beidseitigem Einvernehmen aufgelöst. Mader wechselte daraufhin zum baden-württembergischen Oberligisten TSV Crailsheim, den er zum Ende der Saison 2009/10 jedoch wieder verließ.
Ab Juli 2010 spielte er für den 1. Göppinger SV in der Verbandsliga Württemberg. Mitte Mai 2011 wurde er auf Grund vereinsinterner Unstimmigkeiten vom Göppinger Trainer Haug vom Trainings- und Spielbetrieb freigestellt sowie der bereits verlängerte Vertrag in gegenseitigem Einvernehmen zu Saisonende aufgelöst.
Daraufhin wechselte er im Sommer zum VfR Aalen, den er im Januar 2012 jedoch in Richtung Heiningen verließ. Mit dem 1. FC Heiningen spielt er in der Landesliga Württemberg. In der Saison 2014/15 gelang Mader mit dem FCH der Titelgewinn und Aufstieg in die Verbandsliga, nach einem Jahr ging es zurück in die Landesliga.